# Korreweg

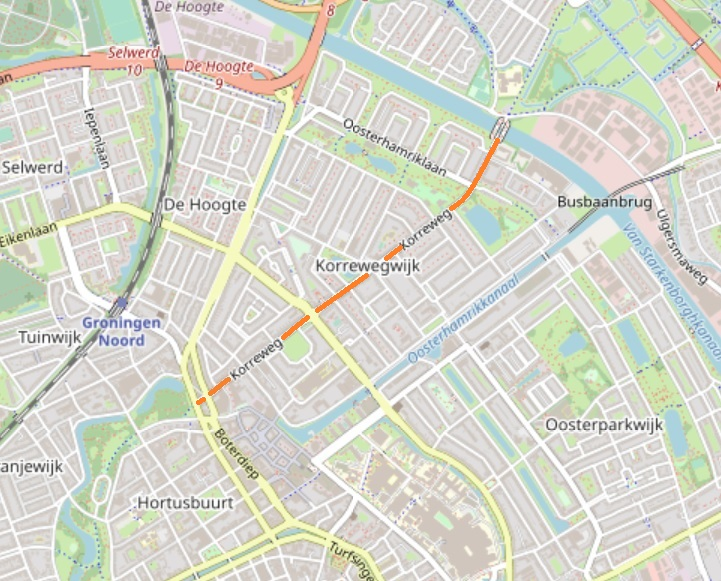
De Korreweg op OpenStreetMap

De Korreweg is een weg in de stad Groningen en is de verkeersader die centraal door de Korrewegwijk loopt. Op oude kaarten wordt het veelal aangeduid als Curreweg. 
De Korreweg is een belangrijke (lokale) verkeersader voor gemotoriseerd- en fietsverkeer. De fietspaden aan weerszijden behoren tot de drukste van Nederland, mede vanwege het fietsverkeer tussen de stad, de wijk Beijum en verschillende dorpen ten oosten van het Van Starkenborghkanaal.

## Geschiedenis
Oorspronkelijk was het een middeleeuwse zuidwending, een dijk ten bate van de waterhuishouding van het Wester- en Oosterhamrik.
Op de meeste oude kaarten loopt de weg dood op een meander van de Hunze maar een kaart uit het begin van de 18e eeuw laat zien dat de weg rond die tijd doorliep tot aan het voormalige Ulgershuis en wordt het Wegh naer de Ulger(shuis) genoemd.

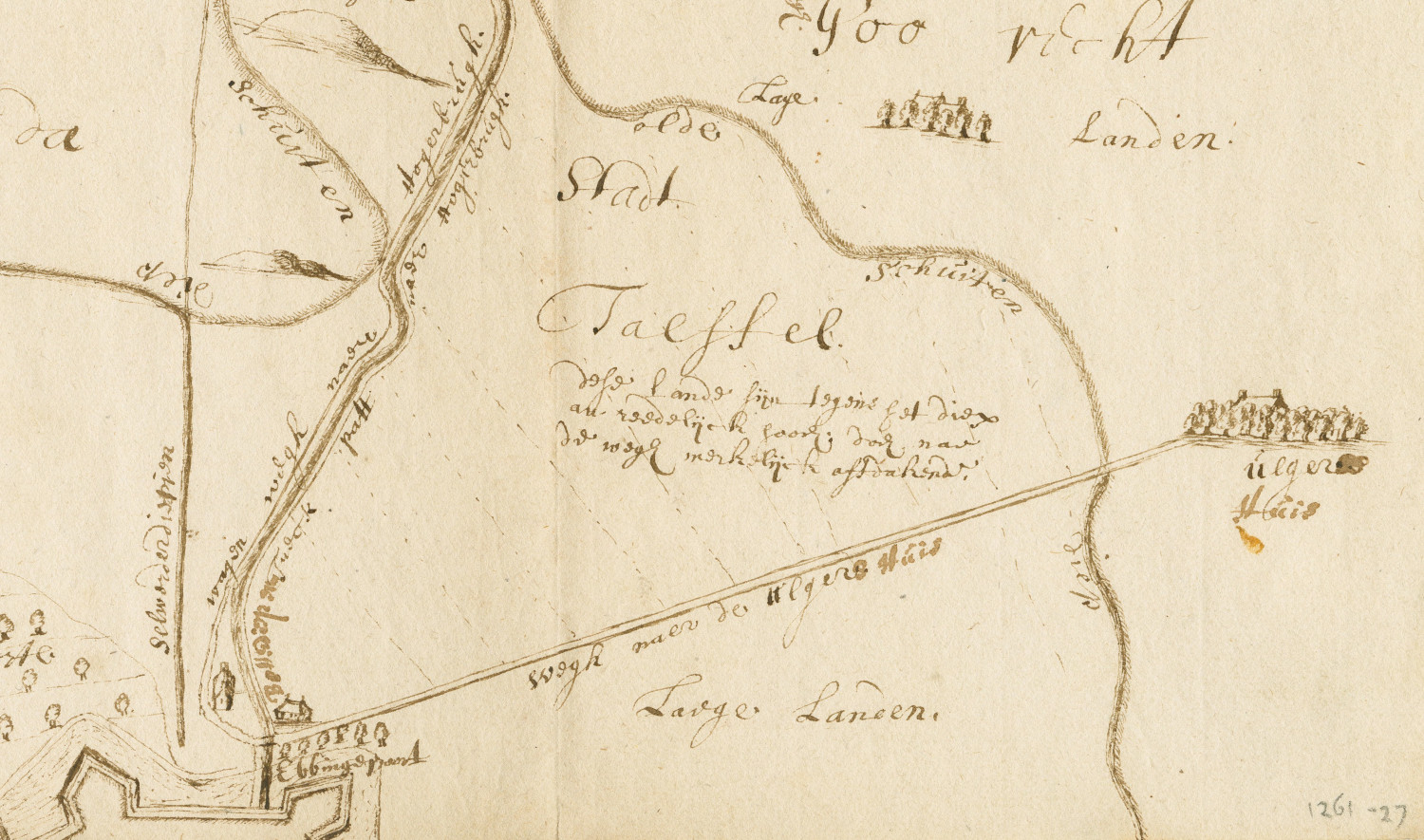
Wegh naer de Ulger(shuis) op 'Caertien van 't Botterdiep' (1700-1750)

In de 19de eeuw was het een relatief brede onverharde weg met nauwelijks bebouwing die regelmatig gebruikt werd voor paardenraces. Rond 1900 werd daartoe een drafbaan (Noordersportterrein) aangelegd ten oosten van de Singelweg. Vanwege de uitbreidingsplannen van de stad en de aanleg van het Oosterhamrikkanaal verhuisde de drafbaan in 1922 naar het Stadspark.
De bebouwing langs de weg begon eind 19e eeuw bij de 'kop' van de Korreweg. Het was veelal particuliere woningbouw in verschillende stijlen en formaten en enkele bedrijfspanden. Tussen de Singelweg en het Boterdiep werden ook verscheidene schipperswoningen gebouwd waarvan een deel in de loop der jaren verdwenen is of als zodanig onherkenbaar verbouwd. Verder naar het noordoosten werd in 1907 een rij herenhuizen gebouwd in zakelijke Jugendstil stijl. Dit was voorlopig het laatste wapenfeit wat betreft woningbouw langs de Korreweg wat te maken had met het toenmalige Plan van Uitleg van Mulock Houwer dat voor de oostkant van de stad vooral gericht was op industrie.

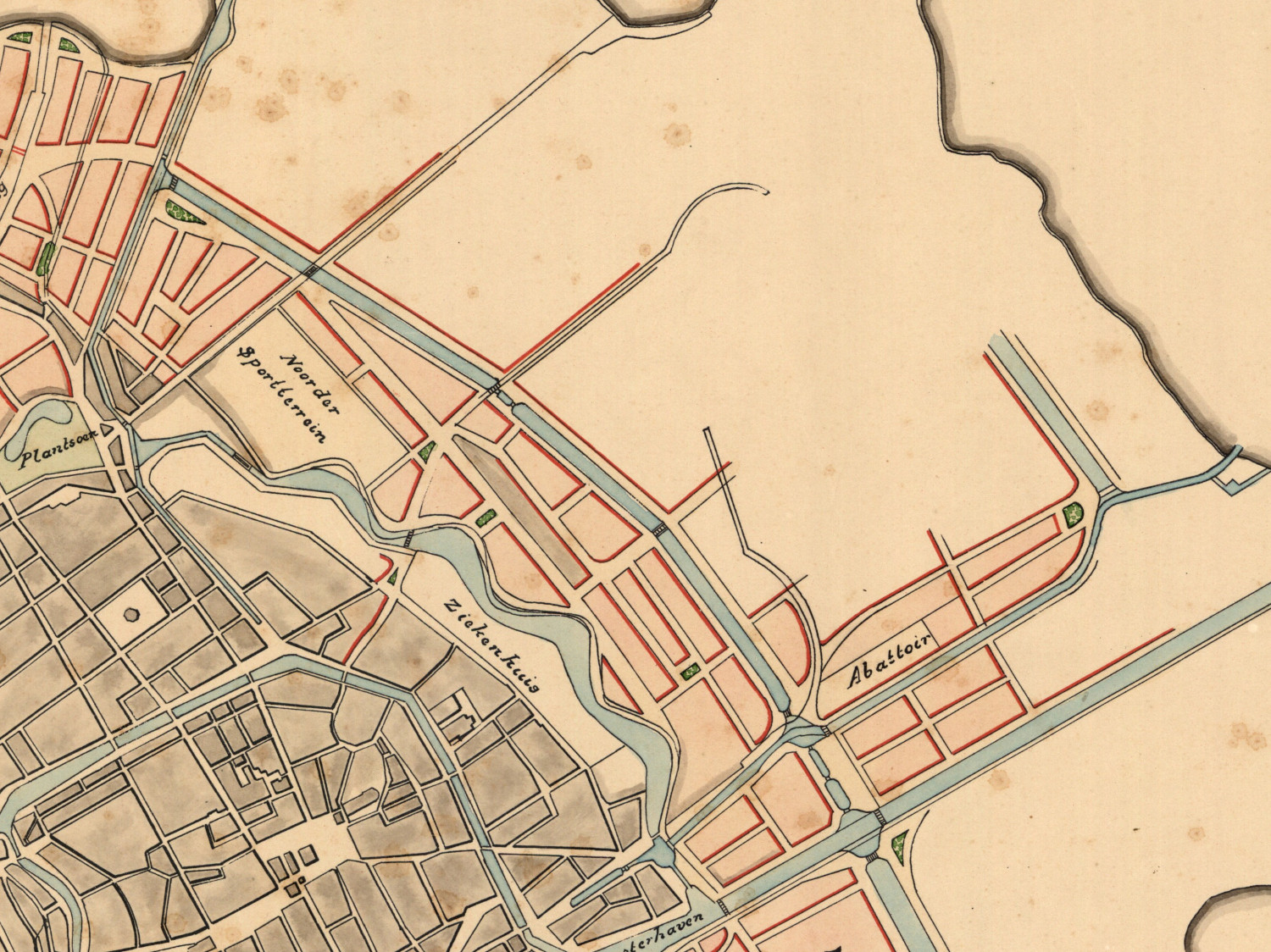
Uitsnede van het Plan van Uitleg van Mulock Houwer 1906. Het Gorechtkanaal werd later iets meer naar het noordoosten geprojecteerd maar uiteindelijk werd in 1919 alleen het zuidelijk deel gerealiseerd dat weer verviel in 1938.

In de jaren 1920 kwam men tot nieuwe inzichten en het Plan van Uitleg werd door Schut en Berlage alhier sterk gewijzigd. Het plan om het Gorechtkanaal verder naar het noorden door te trekken (daar waar later de Heymanslaan en Floresstraat werden aangelegd) ging van tafel. Daarvoor in de plaats kwam het verder naar het oosten geprojecteerde Van Starkenborghkanaal. Hierdoor kon ook de industriestrook verder naar het oosten verlegd worden en kwam er veel meer ruimte voor woningbouw. In 1928 werd begonnen met de aanleg van het Van Starkenborghkanaal en werd het nieuwe Plan van Uitbreiding gepresenteerd. Enkele jaren eerder was al begonnen met woningbouw op het terrein van de voormalige drafbaan en werd het Bernoulliplein aangelegd. De woningen aan dit plein zijn door J.A. Boer ontworpen in de stijl van de Amsterdamse School.
De aanleg van de Korrewegwijk ging vervolgens in rap tempo door en in 1935 werd de bebouwing aan de Korreweg tot aan het (latere) Molukkenplantsoen voltooid. De resterende ruimte naar het kanaal bleef vooralsnog leeg omdat het was gereserveerd voor een industriestrook. De weg werd in 1936 doorgetrokken naar de nieuwe brug over het Van Starkenborghkanaal wat nog te zien is aan de knik bij de Oosterhamriklaan.

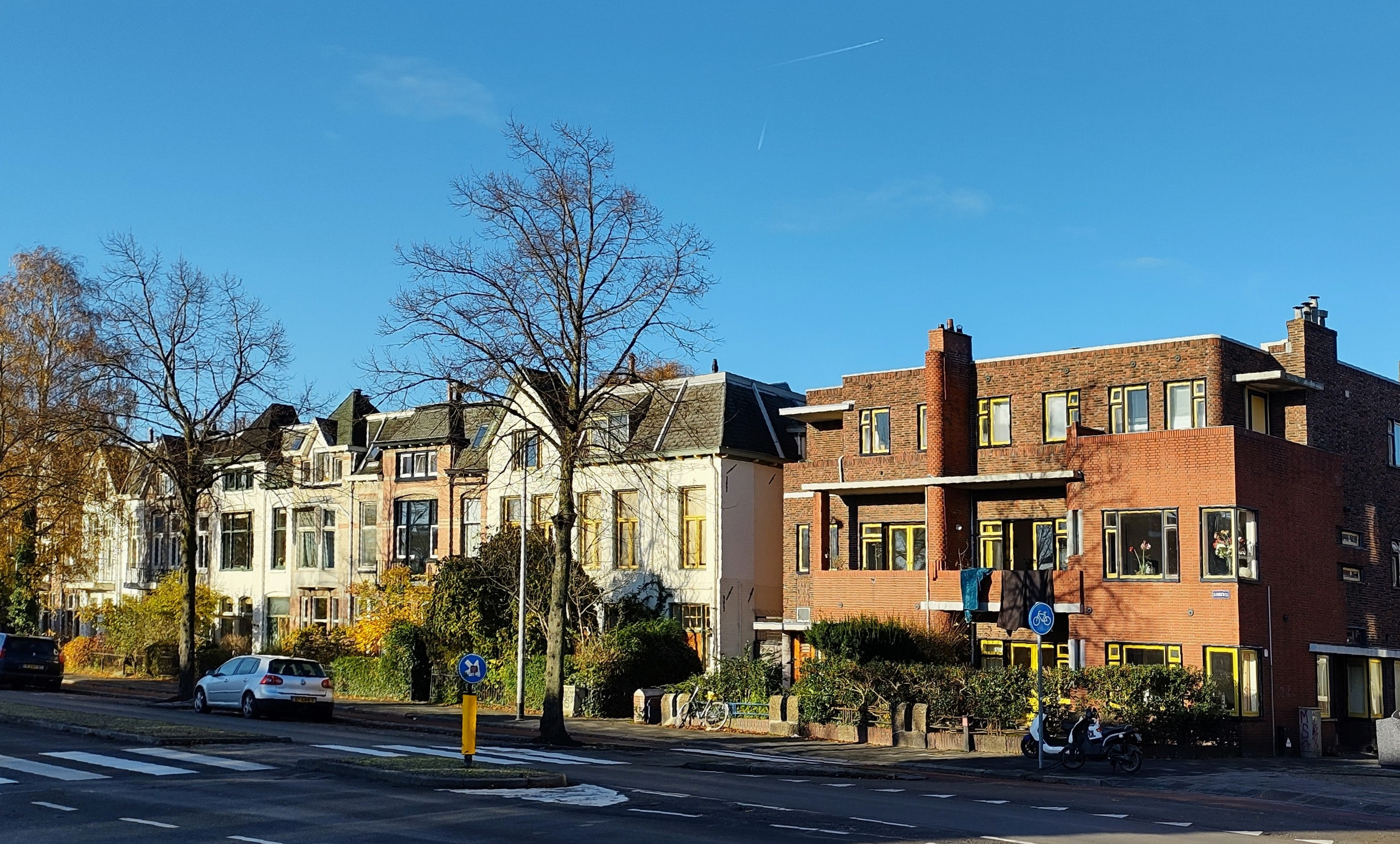
Herenhuizen met Jugendstil kenmerken (1907) met rechts daarvan woningen in de stijl van de Amsterdamse School ontworpen door J.A. Boer (1926)

Rond 1950 werd in het kader van de Wederopbouw besloten om de industriestrook ten westen van de weg te gebruiken voor woningbouw. Aan het laatste stukje Korreweg werd aan de westkant in 1953 een rij flats gebouwd.
Opvallend is (met uitzondering van de 'kop') de ruime opzet van de Korreweg met toentertijd erg brede trottoirs. Dit zorgde later in de 20ste eeuw voor voldoende ruimte voor fietspaden en parkeerplaatsen.

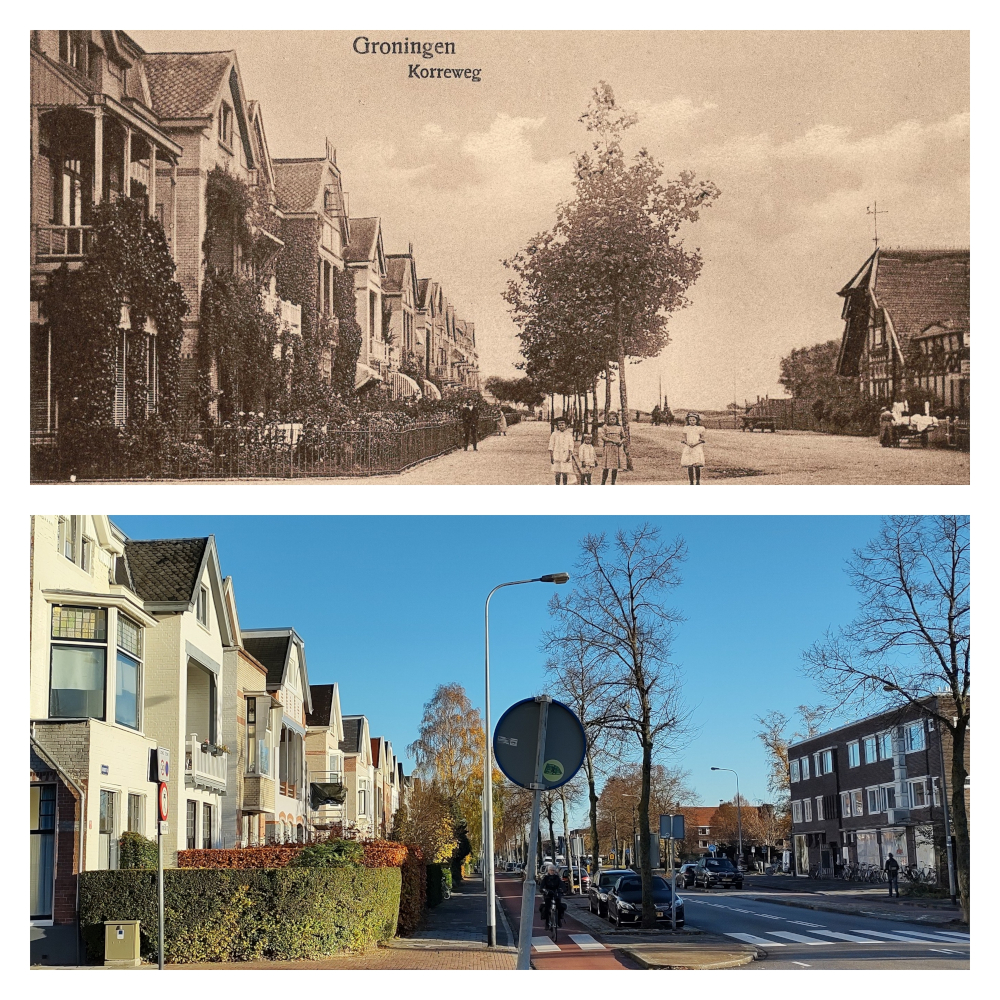
Korreweg plm. 1915 en 2021. Rechts het paardendekstation (later dresseerschool) van Jan Evert Scholten gebouwd in 1887 dat in 1930 plaats maakte voor een gebouw met o.a. een garagebedrijf. Achter het dekstation was het Noordersportterrein.

## Bruggen
- Brug over de Hunze

Vermoedelijk was er in het verlengde van de Korreweg pas sprake van een doorgang in de Hunze nadat de rivier omstreeks 1400 was omgeleid door de stad. Aangezien dit deel van de Hunze daarna verviel tot hooguit een brede sloot moeten we bij deze brug niet te veel voorstellen. Het was mogelijk slechts een eenvoudige dam.
- Brug over het Boterdiep

De Korrebrug of Korretil was een brug over de Kleisloot / Boterdiep aan de kop van de Korreweg. Mogelijk was hier al een brug in de 16e eeuw. In de 19e eeuw was het een draaibrug. In 1938 werd het vervangen door een vaste brug aangezien de toenmalige verbinding met het Damsterdiep (via het Gorechtkanaal, Oosterhamrikkanaal en Bloemsingel) overbodig werd wegens het gereedkomen van het Van Starkenborghkanaal.
- Brug over het Van Starkenborghkanaal

In 1936 kwam aan het eind van de Korreweg een brug over dit nieuwe kanaal. In 2005 werd deze brug vernoemd naar de auteur Gerrit Krol.